# 나라티하파테
나라티하파테, 또는 깐수 4세(Cansu Ⅳ, 버마어: နရသီဟပတေ့, 발음: [nəɹa̰ θìha̰pətḛ]; 1238년 4월 23일 – 1287년 7월 1일)는 바간 왕국의 마지막 왕이다. 1254년에 왕위에 올랐다.

## 즉위 이전
나라티하파테는 전 왕 유자나(Uzana, 재위 1250~1254)의 소실(小室)의 아들이었는데, 원래는 서자이기 때문에 왕위계승을 할 수 없는 지위에 있었다. 하지만 원 계승자였던 우즈나의 적장자 티하투(Thihathu)를 증오하던 재상 야자띤쨘(Yazathingyan)이 나라티하파테를 왕위계승자로 지목하여 왕위에 오르게 되었다.

## 즉위 초
즉위 초의 나라티하파테는 야자띤쨘의 실권장악으로 인해 왕권이 미약한 상태였다. 그러나 차츰 장성하면서 권력을 손에 넣고 싶어했고, 다음과 같은 대화를 야자띤쨘과 나눈 후 그를 양곤 남부의 달라로 유배보내버렸다.
"파고다의 첨탑을 세우려면 무엇이 필요한가?"
 
"그야 당연히 받침대가 필요하지 않겠습니까?"
"그럼 첨탑을 세운 뒤 받침대는 어찌 해야 하는가?"
"당연히 치워야 하지 않겠습니까?'
"짐이 바로 그 첨탑이오. 짐은 왕위에 오르기 위해 경이란 받침대가 필요했을 뿐이오. 그러니 이제 경은 물러나주시오!"

야자띤쨘을 무력화시킨 나라티하파테는 종교건축물 건립에 열중하려 하였다. 그런데 공사도중에 북서부 산악지대인 모뜨마(Mottama)와 맛사기리(Missagiri)에서 반란이 일어나자 이를 진압하기 위해 나라띠하빠띠는 야자띤쨘을 다시 불러들여 모뜨마로 보냈다. 야자띤쨘은 손쉽게 반란의 주동자인 아레임마(Aleimma)를 생포했고, 아레임마는 버간으로 이송되어 왕의 용서를 받고 다시 모뜨마의 영주로 임명되었다.
내정을 안정시킨 나라티하파테는 불교 중흥에 열중하며 수많은 파고다를 건립했는데, 이 수많은 파고다 중 밍갈라제디(Mingalalazedi)의 파고다가 가장 유명한데, 이 파고다에는 '짐은 3,600만 병사의 지휘관이며, 3,000명의 후궁이 있으며, 매일 300그릇의 카레를 먹어치운다.'라는 글귀가 새겨져 있다.

## 대원제국의 침공
1271년 어느날 대원제국에서 조공을 요구하는 사신을 보냈다. 나라티하파테는 몽골 사신을 접견하지 않고, 대신 자신의 부하에게 이들 사신을 따라 원나라에 가서 부처의 치아에 경배하고 오라는 명령을 내렸다. 그 후 2년 뒤인 1273년, 윈난에서 사절이 와 다음과 같은 서신을 버간에 전했다.

만약 그대가 제국에 대한 의무를 이행한다면 그대의 동생이나 수석대신을 보내시오. 이것은 그대가 제국과 뜻을 함께 함과 동시에 우리 연합체의 한 국가로 편입한다는 의사로 받아들일 수 있는 것이오. 이를 받아들인다면 그대의 명예는 드높여질 것이고 귀국에는 이익을 가져다 줄것이오. 그러나 만약 제국과 전쟁을 치르는 비극을 자초한다면? 깊이 생각하여 현명한 판단을 하길 바라오.
이 서신을 읽은 나라티하파테는 분노했고, 대원제국 사신들을 처형하라고 명령했다. 나라티하파테가 분노를 멈추지 못하자 야자띤쨘의 아들이었던 아난다 삐시(Ananda Pyssi)가 그를 만류했지만 나라띠하파테는 그의 충고를 무시한 채 사신들을 처형했고, 이 소식을 들은 윈난 정부는 분개하여 즉시 군대를 출동시켜야 한다는 서신을 중앙 정부에 보냈지만 중앙 정부는 좀 더 두고 보자며 상황을 진정시켰다.
1277년에 버모(Bhamo)에서 70마일 떨어진 곳에서 샨족 족장이 스스로 대원제국(원나라)의 식민지가 되는 사건이 발생했다. 이에 버간 조정은 군대를 보내 진압하려 했고, 그 샨족 족장은 원나라에 도움을 요청했다. 이로 인해 몽골군과 버간군은 충돌하였고, 응아사웅잔 전투(The Battle Of Ngasaunggyan)가 발발하였다.
아난다 삐시와 얀다 삐시(Yanda Pyssi)는 60000명의 군사와 2000마리의 코끼리 부대로 몽골의 부대 12000명과 마주섰다. 전면전은 승산이 없다고 생각한 원제국(원나라) 측 나스루딘 장군은 군사를 철수시킨 후 병사들을 말에서 내리게 한 뒤 숲으로 숨었다. 그리고는 이를 이상하게 여겨 원제국(원나라)군쪽으로 가까이 다가온 버간의 부대가 타고있던 코끼리의 몸을 향해 화살을 쏘았다.
코끼리들은 아파하며 자신들 등에 탄 병사들을 내팽겨쳤고, 원제국군은 우왕좌왕하던 버간군을 공격하여 패퇴시켰다. 버간군은 전열을 가다듬고 다시 공격을 시도했지만, 또 대패하여 1283년에는 원제국군에게 가웅신(Kaungsin)을 내주고 말았다. 원나라(원제국)군의 진격소식을 듣게 된 나라티하파테는 수 백개의 파고다를 끌어와 방어벽을 만들고 아녀자들에게 강에 들어가게 하여 원나라(원제국)군의 침공에 대비했지만 원제국(원나라)군이 점차 버간으로 다가오자 버간에서 달라(Dala)로, 달라에서 버떼인(Pathein)으로 도망쳤다.
나라티하파테는 다시 잔류병을 소집하여 반격을 가하려 했다. 이렇게 되자 원제국군은 다시 버간 왕국을 공격했고, 뜨가웅(Tagaung)에 포진해있던 버간의 군대는 또 격파당하고 말았다. 뜨가웅을 점령한 몽골군은 진격을 멈춘 후, 그러고는 뜨가웅을 중심으로 상부 미얀마를 몽골의 새로운 행정구역으로 편입시켰다.
원제국의 사신이 버간에서 자신을 만나지 못했다는 사실을 뒤늦게 안 나라티하파테는 몽골제국에 국사 신 띠다 빠마욱(Shin Ditha Pamauk)을 보내 화친을 시도했으나, 하지만 쿠빌라이 칸은 답변을 회피하면서 계속 뜨가웅에 주둔시켰고, 원제국에서 회신이 오지않자 초조해진 나라티하파테는 왕비 소가 민심과 아들 티하투의 반란을 이유로 환도를 만류했음에도 불구하고 이를 뿌리치고 버간으로의 환도를 강행하였다.

## 최후
나라티하파테가 신하 몇 명만을 데리고 이라와디강을 거슬러 올라가 삐에 이르렀을 때, 나라띠하파테의 아들이자 삐의 영주였던 티하투의 군대가 그의 일행을 에워쌌다. 띠하뚜는 그에게 독이 든 음식을 대접하였고, 음식에 독이 들었다는 것을 눈치챈 나라티하파테는 음식을 들지 않았다. 이에 왕비 소가 왕이라도 희생하지 않으면 나머지 일행들이 모두 죽임을 당한다며 부추겼다,
소의 말을 들은 왕은 결심했는지 자신이 끼고 있던 반지를 뺀 후. "아아, 내가 수많은 길을 지나 열반에 이를때까지 내게 다시는 남자아이가 태어나지 않게 해주시옵소서."라 말하고 천천히 독이 든 음식을 삼켰다. 그의 사후 버간 제국은 미얀마 중북부의 지배권을 상실하게 된다.

## 참고 문헌
- 김성원, 《미얀마 왕조사》, (2001, 부산외국어대학교출판부)
- 최병욱, 《동남아시아사 - 전통시대》, (2006, 대한교과서 주식회사)